# 德克薩斯大學奧斯汀分校
德克薩斯大學奧斯汀分校（英語：University of Texas at Austin；簡稱德州大學、或），是一所位於美国德克萨斯州奥斯汀市的著名公立研究型大學，德州大學是德克薩斯大學系統的旗艦級大學，為該系統規模最大的教育機構。成立於1883年，亦為最初的八所公立常春藤学校之一。
奥斯汀德州大学是德州及美國聯邦主要的学术研究中心，每年的研究经费高达6億美元。教職員中亦不乏有諾貝爾獎、普立茲獎、沃爾夫獎、艾美獎以及美國國家科學獎章的得主。截止2020年10月，UT的历届校友、教授及研究人员中，共有13位诺贝尔奖得主、1位菲尔兹奖得主、2位图灵奖得主。根據美國新聞與世界報導的2024年排名，德州大學奧斯汀分校在美國全國大學(USNews)中排名第32位，在全球大學中排名第43位。
同時，德州大学也是杰出的体育运动大学，是NCAA的成員之一，隸屬東南聯盟。2002年被運動畫刊评为“美国最佳体育大学”。德州大学美式足球队于2006年一月贏得玫瑰盃夺得全国冠军。

## 歷史
早在1827年，德州還是屬於墨西哥的一州時，就在當時的憲法中計劃成立公立的高等教育單位。1836年德克薩斯共和國獨立後，在所發布的憲法中明訂要在境內設立兩所大學或學院；1839年的議會中立法同意撥出奧斯汀土地中的四十英畝，做為高等教育之用。故德州大學常以四十英畝（40 acres）為名，以為溯本追源。但興建大學的計劃，因為併入美國與發生南北戰爭一路延宕。直到1881年，奧斯汀才確定為這所公立大學的所在地。1883年9月15日，德州大學正式成立招生授課。

## 校園

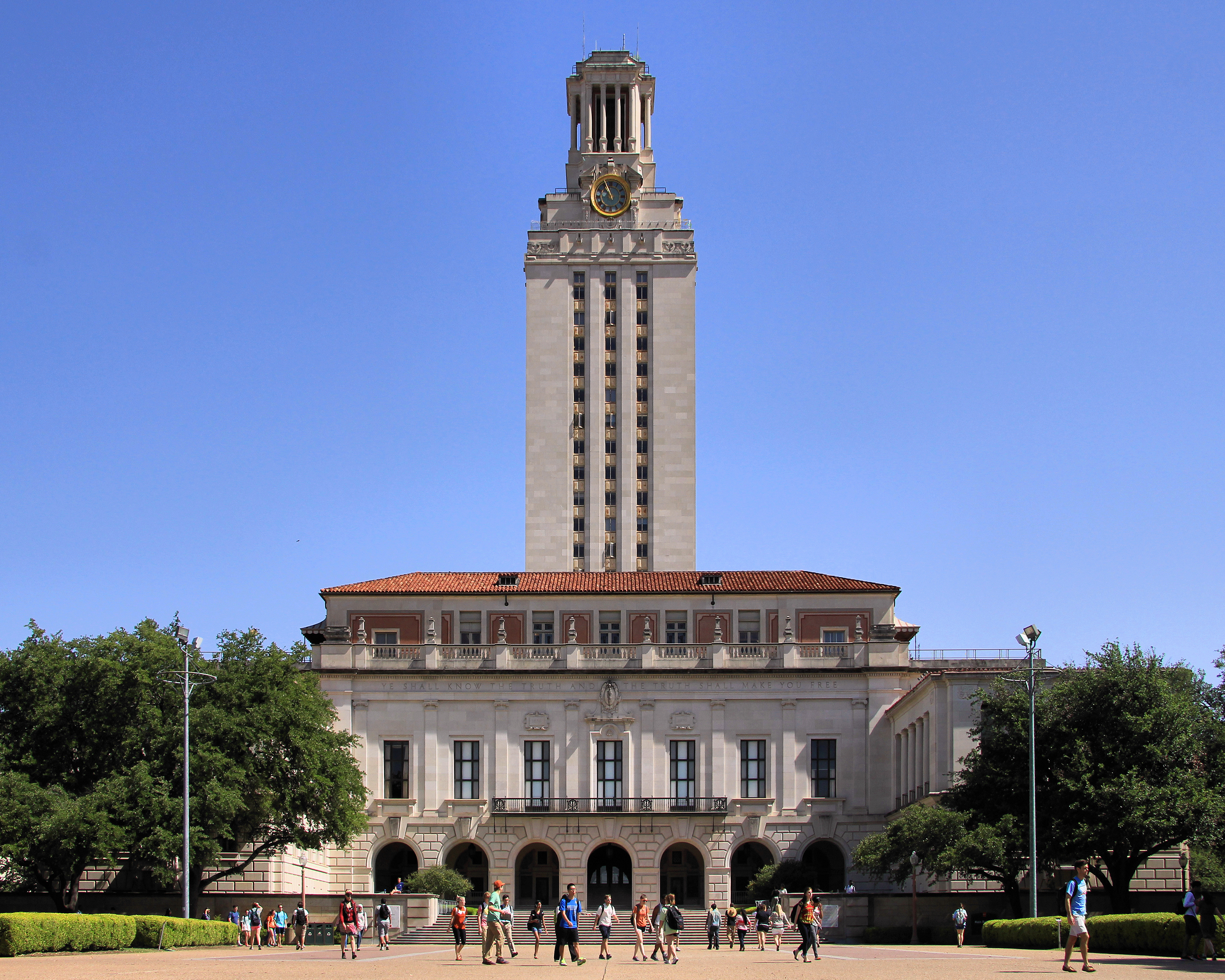
德州大学主樓，又稱為UT Tower

德州大學主校區位於德州首府奥斯汀市中心，距離离德州政府总部不到一里。距離穿過城市而流的科羅拉多河不遠。到河邊慢跑散步是當地居民的享受之一；德州大學的划船隊，常在清早或傍晚在河中練習。奧斯汀已多次名列全美最佳居住城市前十名，为美丽的山川湖泊环抱，景色宜人。

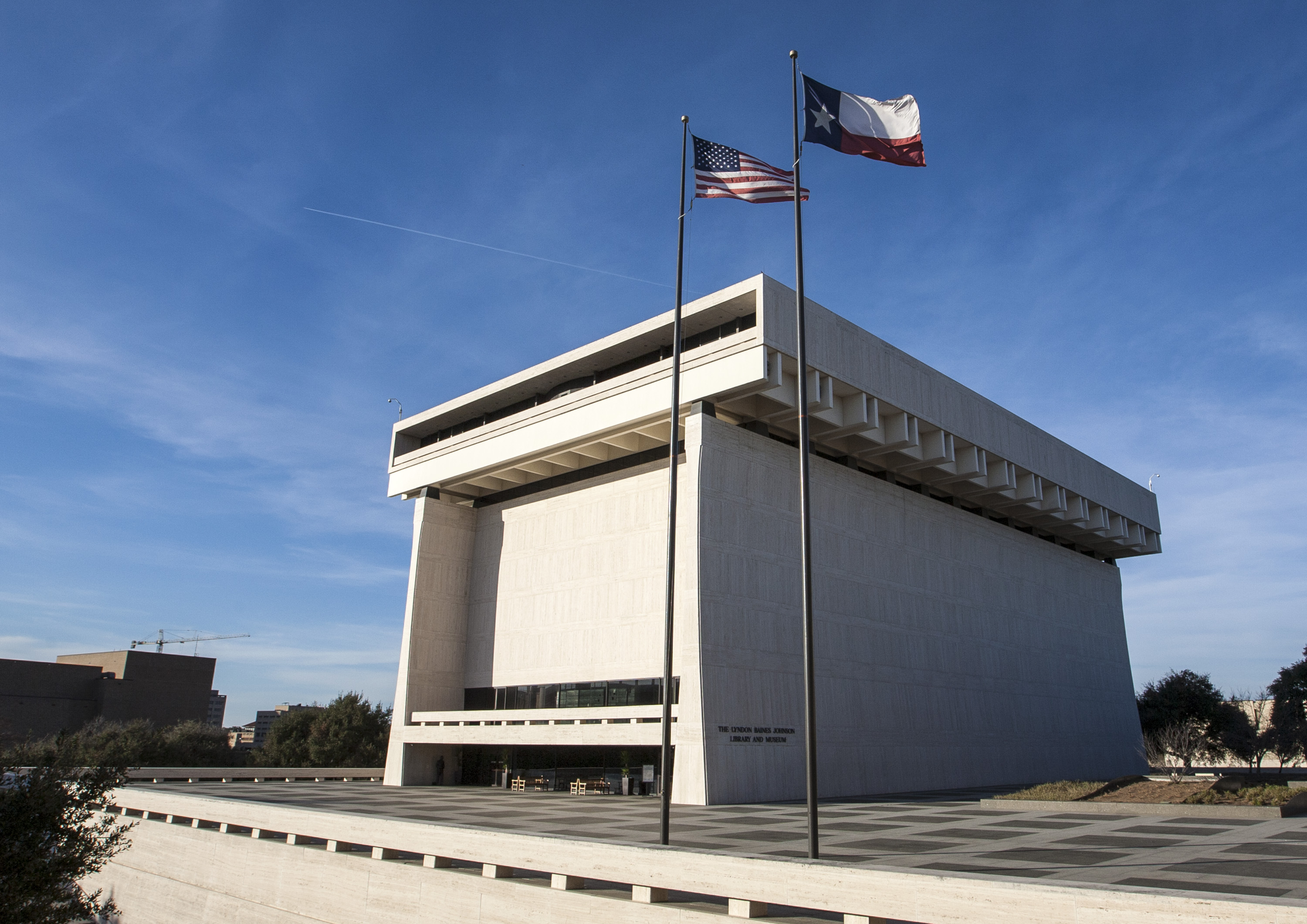
林登·约翰逊总统图书馆暨博物馆

在民風較偏保守的美國南方，奧斯汀是少數主張自由開放的都市，此與主張獨立創新的大學校風，相輔相成；是美国的政治中心之一。在2000年高科技產業大張旗鼓之時，由於各大廠在此設點，加上德州大學穩定提供高知識份子投入產業，奥斯汀一度被稱为“矽山”，於加州聖荷西的矽谷，互相輝應，繁榮時期，有經常性班機由奧斯汀直飛聖荷西及台北，以便利來往此三處之商務人士。
曾是全球最大的计算机系统公司戴尔，德州大學附近的宿舍是其摇篮。戴爾電腦的創辦人麥可.戴爾在1984年還是個大二學生時，便以1000美金當資本，以宿舍當廠房，成立了組裝PC的小公司。後來事業擴大，麥可．戴爾便輟學在奧斯汀當地增蓋了廠房，以建造足以供應需求的機器。德州儀器及IBM等歷史大廠也約略在此前後在奧斯汀增資建廠。高科技人材開始湧入此地。隨著奧斯汀的發展，總部原設在奧斯汀的戴爾電腦，因發展所需，把總部遷到了北邊接鄰的圓石城，也間接把奧斯汀城市的版圖向北擴張。
另外，奥斯汀的街头音乐和夜生活也为它在民间赢得“音乐之都”的称号；各類的現場音樂，在奧斯汀各處常有所見。在美國享有知名的第六街，酒吧毗鄰而設，許多歌手在此發跡，也常是青年們工作課餘流連之處。
除奥斯汀主校区外，Pickle研究校区（J. J. Pickle Research Campus）位于奥斯汀北部，內有各系實驗室及研究單位，包括建造全世界第四快超級電腦（2008年）的德州先進運算中心（Texas Advanced Computing Center）；而该校天文系亦负责位于德州西部戴维斯山区的麥克唐納天文台。

## 排名
德州大學奧斯汀分校被選為公立常春藤學校之一，在美國新聞與世界報導的2024年排名為全美國大學第32位，全球大學中排名第43位。
| 分類     | 排名 |
| -------- | ---- |
| 商學院   | 16   |
| 教育學院 | 10   |
| 工程學院 | 10   |
| 法律學院 | 15   |
| 化學     | 12   |
| 資訊科學 | 9    |
| 地球科學 | 8    |
| 經濟     | 26   |
| 藝術     | 27   |
| 歷史     | 17   |
| 數學     | 14   |
| 物理     | 14   |
| 生物科學 | 25   |

## 學院系所

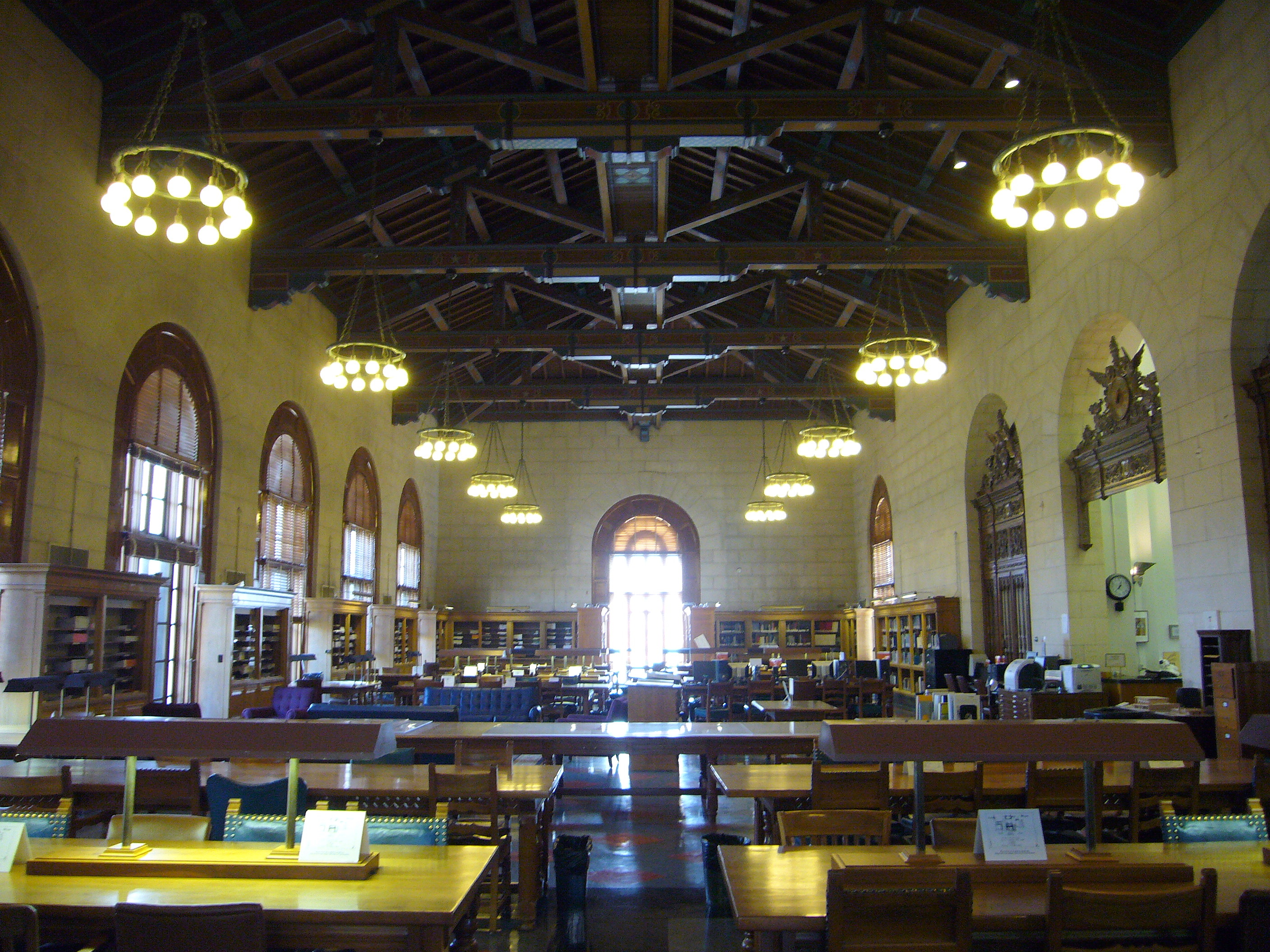
建築圖書館

德州大學現有十八所學院及一獨立教學單位，括弧內為該學院成立年份：
- 文學院（1883）
- 理學院（1883）
  - 天文學系
  - 化學學系
  - 計算機科學學系
  - 整體生物學系
  - 海洋科學學系
  - 數學學系
  - 分子生物科學學系
  - 神經科學學系
  - 物理學系
  - 統計與資料科學學系
  - 人類生態學系
  - 人類發展與家庭科學學系
  - 營養科學學系
- 法學院（1883）
- 藥學院（1893）
- 工學院（1894）
  - 航太工程與工程力學學系
  - 生物医学工程學系
  - 化學工程學系
  - 土木建築與環境工程學系
  - 電機與計算機工程學系
  - 機械工程學系
  - 石油與地質工程學系
- 教育學院（1905）
- 研究學院（1910）
- 商學院（1922）
- 藝術學院（1938）
- 資訊學院（1948）
- 社會工作學院（1950）
- 建築學院（1951）
- 傳播學院（1965）
- 公共行政學院（1970）
- 護理學院（1976）
- 地球科學學院（2005）
- 本科學習學院（2008）
- 醫學院（2013）
- 永續教育單位（1909）[18]

## 校園文化

### 校歌
UT-Austin从建校以来就成为德州的宠儿。今天，在德州常会被误认为德州州歌的曲子—德州之眼〈Eyes Of Texas〉，其实原本是1903年，UT-Austin的田径队队歌〈University track team song〉。現在，這首歌是德州大學在各種體育賽事或聚會必有的節目，也是美國大學校歌裡最著名的之一。曾有引用此旋律改編成中文兒歌。

The Eyes of Texas are upon you,
All the live long day.
The Eyes of Texas are upon you,
You cannot get away.
Do not think you can escape them,
At night, or early in the morn'.
The eyes of Texas are upon you,
Till Gabriel blows his horn!
德州的目光在你身上，从早到晚。
德州的目光在你身上，你逃也别想逃。
别以为趁著夜色昏冥或清晨迷雾你们就能逃离德州人的目光。
德州的目光是在你们身上，直到加百利吹响号角。

### 體育活動上的宿敵
德州農工大學是德州大學歷史上主要的對手之一。每年感恩節後的星期五，兩所大學所進行的美式足球競賽，已成了全美感恩節的必要節目之一。兩隊出發比賽之前會在當地舉行誓師遊行活動，德州農工大學著名的高塔火把便是為此球賽而每年搭建。除了體育活動以外，在學術及研究上，德州大學的自由開放與德州農工的紀律規範，這兩所大學幾乎從開辦至今便一直相較相長。
奧克拉荷馬大學是德州大學對外州的首要死敵，除了兩所大學分別是兩州的旗艦級大學之外，尤其近十年來，兩所大學的美式足球大約都在全美排名前十名，競爭格外激烈。自1900來，每年美式足球球季中舉辦的對抗賽，總是大家注目的焦點，因為這場比賽幾乎決定了其中勝出的學校，會有機會角逐全美冠軍的可能。這場比賽特別摒棄例行賽主客場的制度，選擇在兩地的中點達拉斯的棉花碗体育场進行。
此外，阿肯色大學在過去同屬西南聯盟時，也是備受矚目的競爭對手。近年來，德克薩斯理工大學在各方面的突飛猛進，也漸漸把德州大學當成目標之一。

### 國際學生
截至2018年度，UT-Austin的國際學生共有6043名，其中，中國留學生人數的第1位，2至5名分別為韓國、印度、墨西哥、台灣。學生社團分別有中國學生會與台灣同學會等。
| 地區     | 學生人數 | 排名(2018) |
| -------- | -------- | ---------- |
| 中國大陸 | 1504     | 1          |
| 印度     | 729      | 2          |
| 韓國     | 598      | 3          |
| 墨西哥   | 547      | 4          |
| 台灣     | 179      | 5          |
| 加拿大   | 113      | 6          |
| 英國     | 88       | 7          |
| 巴西     | 85       | 8          |
| 西班牙   | 75       | 9          |
| 伊朗     | 70       | 10         |

## 交通
UT Austin公共交通便利，有多条由Capitol Metro运营的公交线路经过校园，此外还有UT自己的校车系统（UT Shuttle，编号为6XX）。

## 知名校友
奥斯汀德州大学拥有超过45万名校友，是美国大学中拥有最多校友的大学之一。德克萨斯大学校友中既有诺贝尔奖得主、也有普利策奖得主和图灵奖得主，还有3位是国家科学奖章获得者。现任教授中有13位美國國家科學院院士、32位美國国家工程院院士 (其中工程院士數量為全美第4多、僅次於麻省理工學院、斯坦福大學、伯克利加州大学）。
- 美國國務卿雷克斯·蒂勒森
- 企業家戴爾公司(Dell)創始人及董事會主席麥可.戴爾
- 前第一夫人小瓢蟲·約翰遜
- 前第一夫人
- 演員馬修·麥康納
- 演員芮妮·齊薇格
- 演員法拉·佛西
- 歌手Keshi
- CBS主播沃爾特·克朗凱特
- 太空人艾倫·賓
- 諾貝爾文學獎得主約翰·馬克斯維爾·庫切
- MLB投手羅傑·克萊門斯
- NBA球員凱文·杜蘭特
- 奧運游泳金牌伊恩·克羅克
- 新加坡奧運游泳金牌約瑟·斯庫林
- 奧運田徑金牌桑婭·理查茲
- 奧運跳水金牌劳拉·威尔金森[23]
- 中央研究院院士李太楓
- 臺灣政治學家王業立
- 臺灣政治學家寇健文
- 香港導演徐克
- 漢芯一號造假學者陳進
- 马来西亚政治人物、巫统党员依德利斯哈伦
- 新加坡政治人物、反對黨國會議員方榮發
- 台灣政治人物金溥聰
- 美国海军上將威廉·麥克雷文
- 中國公共知識分子張千帆
- 新浪董事长曹国伟
- 中国生物化学家钮经义
- 國立臺灣師範大學校長吳正己
- 國立陽明交通大學電子所所長陳宏明